# Tina Trstenjak
Tina Trstenjak (Celje, 24. kolovoza 1990.) slovenska je džudašica, europska, svjetska i olimpijska pobjednica u kategoriji do 63 kilograma.

## Športska karijera

### Kadetska i juniorska karijera
Tina Trstenjak rođena je 24. kolovoza 1990. u Celju, gdje je u djetinjstvu počela trenirati džudo.
Prve nastupe na slovenskim prvenstvima i kupovima do 17 godina ostvarila je 2004. u Portorožu (3. mjesto) i 2005. u Kranju i Celju (2. mjesta).
Nakon prelaska u kadetsku konkurenciju, 2007. osvaja Slovensko kadetsko prvenstvo u Kranju.
Prelaskom u kadetsku konkurenciji, počinje nastupati na otvorenim prvenstvima u Sarajevu (3. mjesto 2007. i 2008.), Trstu, Kopru i Pragu.
Godine 2008. osvaja juniorski naslov u Pragu, u konkurenciji 20 najboljih europskih džudašica do 20 godina, te broncu na Svjetskom prvenstvu do 20 godina u Bangkoku.
U 2009. godini osvojila je tri državna prvenstva (do 20, do 23 godine) te juniorske naslove u Liebnitzu i Paksu.
Nastupila je i na Mediteranskim igrama 2009. u Pescari, gdje je osvojila brončano odličje u svojoj konkurenciji.
Godine 2010. ponovno osvaja slovensko prvenstvo u Mariboru te U-23 prvenstvo u Ptuju. Niže 3. mjesta na Europskom kupu u Celju i Svjetskom kupu u Sofiji.
Svoje zadnje godine u juniorskoj karijeri, 2011., obranila je naslov slovenskog prvaka i osvojila 7. mjesto na Europskom prvenstvu u Istanbulu.

### Seniorska karijera
Krajem siječnja 2012. 4. put osvaja naslov državnog prvaka. Nastupila je na četiri Svjetska Kupa i ostvarila: 3. mjesto u Sofiji, 7. u Budimpešti te 1. mjesta u Rimu i Istanbulu. Osvojila je i dva Europska kupa, u Sarajevu i Celju te ostvarila 2. mjesto u Beogradu.
2013. godinu otvorila je osvajanjem svog 5. državnog prvenstva i 2. mjestom na Europskom kupu u Sofiji. Na Grad Prixu u Düsseldorfu krajem veljače bila je 7., da bi 31. ožujka osvojila Europski kup u Sarajevu. Na Europskom prvenstvu u Budimpešti u travnju osvaja brončano odličje, a na Svjetskom prvenstvu u Rio de Janeiru u kolovozu 5. mjesto porazom u borbi za broncu. U listopadu je osvojila Europski kup u Rimu.
Do 6. naslova državnog prvaka došla je u siječnju 2014. Na Europskom prvenstvu u francuskom Montpellieru osvaja srebro u pojedinačnoj, a dan kasnije i broncu u ekipnoj konkurenciji. 13. rujna osvaja Grand Prix u Zagrebu; isti uspjeh ponavlja 1. studenog u Abu Dhabiju i 6. prosinca u Tokiju.
Nakon osvajanja 7. državne titule, osvaja tri Grand Prixa (Tbilisi, Zagreb, Budimpešta) prije nastupa na Europskim igrama 2015. u Bakuu. U pojedinačnoj konkurenciji bila je srebrna, a u ekipnoj brončana. Na svom trećem nastupu na Svjetskom prvenstvu u Astani osvojila je zlatno odličje i naslov svjetske prvakinje. 15. prosinca 2015. bila je najbolja džudašica, dobivši tzv. »prestižni plasman«.
Na Europskom prvenstvu 2016. u Kazanju osvojila je zlato, i tako uz naslov svjetske okitila se i naslovom europske prvakinje. Olimpijskim naslovom okitila se na Olimpijskim igrama u Rio de Janeiru, gdje je u kategoriji do 63 kg, osvojila zlatno i 20. po redu odličje za Sloveniju na Ljetnim Olimpijskim igrama.

## Osobni život
Tina je deklarirana katolkinja. Pohađala je katolički koledž, a nakon zlata na OI 2016. obećala je da će pretrčati 115 kilometara Djevici Mariji u čast.